# Lichenodiplis misecznicowy
Lichenodiplis misecznicowy (Lichenodiplis lecanorae (Vouaux) Dyko & D. Hawksw.) – gatunek workowców. Grzyb naporostowy.

## Systematyka i nazewnictwo
Pozycja w klasyfikacji według Index Fungorum: Incertae sedis, Incertae sedis, Incertae sedis, Incertae sedis, Pezizomycotina, Ascomycota, Fungi.
Po raz pierwszy opisał go w 1911 r. Léon Vouaux, nadając mu nazwę Diplodina lecanorae. Obecną nazwę nadali mu Barbara J. Dyko i David Leslie Hawksworth w 1979 r.
Ma 9 synonimów. Niektóre z nich:
- Ascochytula lecanorae (Vouaux) Keiss l1924
- Microdiplodia lecanorae Vouaux 1914[3].

Nazwa polska według Wiesława Fałtynowicza.

## Morfologia
Pyknidia początkowo zanurzone w owocnikach lub plechach żywiciela, w trakcie dojrzewania wynurzające się. Występują pojedynczo, są ciemnobrązowe, półkuliste, o średnicy 50–120 µm, otwierają się nieregularnie. Ściana pyknidiów brązowa, o grubości 5–6 µm. Konidioforów brak. Komórki konidiotwórcze szkliste lub bladobrązowe, o kształcie od butelkowatego do cylindrycznego, o wymiarach 5,5–12 × 2–3 µm, z kilkoma annelidami. Konidia bladobrązowe z jedną septą, gładkie, wydłużone elipsoidalne, o wąsko ściętej podstawie, 4–7,5 × 2–3 µm.

## Występowanie
Szeroko rozpowszechniony w Europie i Ameryce Północnej, podano jego występowanie także w Azji, Afryce i Ameryce Południowej. Prawdopodobnie występuje na całym świecie. W Polsce jest dość częsty. Występuje na apotecjach porostów z rodzaju Lecanora (misecznica): misecznica wierzbowa (L. saligna), misecznica ciemna (L. umbrina), misecznica jaśniejsza (L. chlarotera), misecznica Hagena (L. hagenii). W Polsce notowany na misecznicy wierzbowej i ciemnej.
Grzyb pasożytniczy, związany głównie z porostami z rodzajów Lecanora i Caloplaca (jaskrawiec). Okazy podawane na innych żywicielach prawdopodobnie należą do innych gatunków Lichenodipilis.